# Éber
 (novembre 2024).
Si vous disposez d'ouvrages ou d'articles de référence ou si vous connaissez des sites web de qualité traitant du thème abordé ici, merci de compléter l'article en donnant les références utiles à sa vérifiabilité et en les liant à la section « Notes et références ».
Pour les articles homonymes, voir Eber (homonymie).
Éber ou Héber  (hébreu : עֵבֶר, romanisé : ʿĒḇer, grec biblique :  Ἔβερ, romanisé : Éber, arabe : عٰابِر romanisé : ʿĀbir) est un ancêtre des Ismaélites et des Israélites selon le « Tableau des Nations » dans le Livre de la Genèse (Genèse 10-11) et les Livres des Chroniques (1 Chroniques 1, 18-19; 25). Personnage de la Genèse et du Coran. Le terme hébreu vient de «'ivri», ainsi que le terme arabe « عابر, aber » voulant dire « traverser ». Il descend de Sem, et ancêtre des Hébreux. Son père est Shélah. Ses fils sont Péleg et Yoktan.
Éber était un arrière-petit-fils du fils de Noé, Sem et le père de Péleg, né quand Eber avait 34 ans, et de Yoktan. Il était le fils de Shélah, un ancêtre d'Abraham. Selon la Bible hébraïque, Eber est mort à l'âge de 464 ans.
Dans la Septante, le nom est écrit comme Héber/Éber (῞Εβερ/Ἔβερ), et son père s'appelle Sala (Σαλά/Σάλα). Son fils s'appelle Phaleg/Phalek (Φαλέγ/Φάλεκ), né quand Héber avait 134 ans, et il avait d'autres fils et filles. Héber a vécu jusqu'à l'âge de 464 ans.

## Nom
La racine araméenne/hébraïque עבר (ʕ-b-r) est liée à la traversée et à l'au-delà. Considérant que d'autres noms pour les descendants de Sem représentent également des lieux, Éber peut également être considéré comme le nom d'une région, peut-être près de l'Assyrie. Un certain nombre d'érudits médiévaux tels que Michel le Syrien, Bar Hebraeus et Agapius l'Historien ont mentionné l'opinion dominante selon laquelle les Hébreux avaient reçu leur nom d'Éber, tout en soulignant que selon d'autres, le nom « Hébreu » signifiait « ceux qui traversent », en référence à ceux qui ont traversé l'Euphrate avec Abram d'Ur à Harran, puis au pays de Canaan.
Dans certaines traductions du Nouveau Testament, il est mentionné une fois comme Héber/Éber ([Luc 3:35, grec biblique :  Ἔβερ] ... le fils de Seroug, le fils de Réou, le fils de Péleg, le fils de Héber, le fils de Shélah...) et ne doit pas être confondu avec le Héber mentionné dans Genèse 46:17 et dans Nombres 26:45 (orthographe hébraïque différente, חבר, avec un heth au lieu d'un ayin), petit-fils d'Aser.

## Dans l'Islam
L'historien musulman du XIIIe siècle Abu al-Fida raconte une histoire notant que le patriarche Éber (arrière-petit-fils de Sem) a refusé d'aider à la construction de la tour de Babel afin que sa langue ne soit pas confuse lorsqu'elle a été abandonnée. Lui et sa famille seuls ont conservé la langue humaine originale (un concept appelé lingua humana en latin), l'hébreu, une langue nommée d'après Éber. (Il existe différentes positions religieuses sur cette question ; voir aussi le langage adamique.)
Aussi à Sem, le père de tous les enfants d'Éber, et le frère aîné de Japhet, des enfants naquirent.

Genèse 10:21